# László Zarándi
László Zarándi   (Kiskunfélegyháza, 10 de juny de 1929 - 14 d'agost de 2023) fou un atleta hongarès, especialista en curses de velocitat, que va competir durant la dècada de 1950.
El 1952 va prendre part en els Jocs Olímpics d'Estiu de Hèlsinki, on disputà dues proves del programa d'atletisme. Guanyà la medalla de bronze en els 4x100 metres relleus, rere l'equip estatunidenc i soviètic. Formà equip amb Géza Varasdi, György Csányi i Béla Goldoványi. En els 100 metres quedà eliminat en sèries.
En el seu palmarès destaca una medalla d'or en els 4x100 metres del Campionat d'Europa d'atletisme de 1954, amb el mateix equip que guanyà la medalla olímpica. Un cop retirat exercí de professor a la Universitat d'Educació Física de Budapest. El 2019 va rebre la Creu d'or al mèrit hongarès.

## Millors marques
- 100 metres. 10.7" (1957)[1]